# Glup i gluplji
Glup i gluplji (eng. Dumb and Dumber) je američka komedija iz 1994. godine u režiji braće Petera i Bobbyja Farrellyja, koji su uz Bennetta Yellina i autori scenarija.
U filmu glavne uloge tumače Jim Carrey i Jeff Daniels, a priča govori o dvojici glupavih prijatelja iz grada Providence u Rhode Islandu, Lloydu i Harryju. 

## Radnja
Dok se Harry bavi brigom o psima, Lloyd radi kao vozač limuzine i jednog dana vozi prekrasnu Mary, u koju se odmah zaljubi, do zračne luke. Nakon što ona tamo namjerno ostavi aktovku i otputuje, Lloyd je pokupi i s Harryjem kreće na put preko cijele države kako bi stigli do zimovališta Aspen u Coloradu.
Nakon putovanja ispunjenog različitim dogodovštinama konačno stižu do tamo, te odmah nastoje pronaći Mary i vratiti joj aktovku. No, tijekom svađe u kojoj Harry pokuša baciti aktovku u obližnje jezero, uvide da se u njoj nalazi velika količina novca. Budući da više nemaju ni vlastitog novca ni mjesta za odsjesti, odluče "posuditi" dio novca koji se nalazi u aktovci. Međutim, trošenje novca im izmakne kontroli i njime plate ostanak u najluksuznijem apartmanu, te ga troše za kupnju različitih nepotrebnih stvari, među kojima je skupocjeni Lamborghini Diablo.
No, kad se pokaže da je novac u aktovci zapravo bio namijenjen kao otkupnina u zamjenu za otetog Marynog muža, obojica se suoče s otmičarom i policijom.

## Vanjske poveznice
- Glup i gluplji u internetskoj bazi filmova IMDb-a